# Sainte-Juliette
Sainte-Juliette ist eine französische Gemeinde mit 126 Einwohnern (Stand 1. Januar 2022) im Département Tarn-et-Garonne in der Region Okzitanien. Sie gehört zum Kanton Pays de Serres Sud-Quercy und zum Arrondissement Castelsarrasin. 
Nachbargemeinden sind Montcuq-en-Quercy-Blanc im Norden, Montlauzun im Osten, Tréjouls im Südosten, Lauzerte im Süden und Bouloc-en-Quercy im Westen.

## Bevölkerungsentwicklung
| Jahr      | 1962 | 1968 | 1975 | 1982 | 1990 | 1999 | 2007 | 2015 |
| --------- | ---- | ---- | ---- | ---- | ---- | ---- | ---- | ---- |
| Einwohner | 138  | 127  | 107  | 103  | 102  | 101  | 115  | 141  |

## Sehenswürdigkeiten

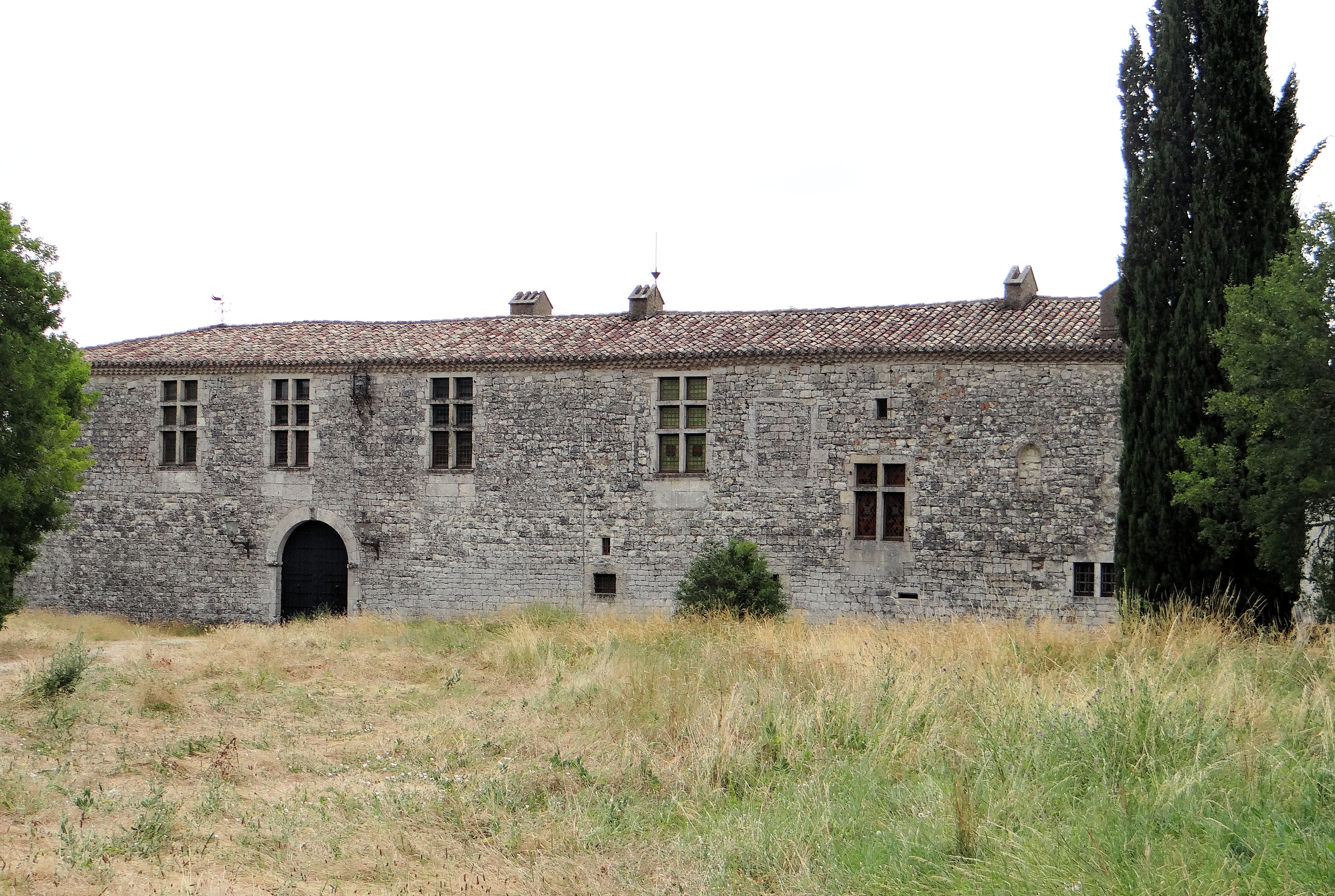
Château de la Barathie

- Château de la Barathie